# Convenção de Balta Liman de 1849
A Convenção de Balta Liman de 1 de maio de 1849 foi um acordo entre o Império Russo e o Império Otomano que regulava a situação política dos dois Principados do Danúbio (a base da atual Romênia), assinado após as Revoluções de 1848. O Principado da Moldávia, que havia sido colocado sob ocupação russa no final da primavera de 1848 após uma tentativa revolucionária, e a Valáquia, onde um governo provisório liberal havia assumido brevemente o poder antes de enfrentar uma reação comum otomana-russa, tiveram confirmados seus status anteriores de suserania otomana e protetorado russo (estabelecido pela primeira vez em 1831-32 pelo Regulamentul Organic). Disposições menores foram adicionadas, significando um aumento relativo na influência otomana — a saber, os hospodares não eram mais eleitos vitaliciamente pelas Assembleias Nacionais locais, sendo nomeados pela Sublime Porta para mandatos de sete anos. Uma presença militar comum foi mantida até 1851. O documento levou à nomeação de Barbu Dimitrie Ştirbei como hospodar da Valáquia e Grigore Alexandru Ghica como hospodar da Moldávia. A Convenção foi anulada pela Guerra da Crimeia (durante a qual os Principados caíram sob ocupação austríaca), e o próprio sistema estatutário foi anulado pelo Tratado de Paris de 1856.